# Ernest Fernyhough
Ernest Fernyhough (24 de dezembro de 1908 - 16 de agosto de 1993) foi um político do Partido Trabalhista britânico.

## Carreira política
Fernyhough trabalhou para o Sindicato Nacional dos Trabalhadores Distribuidores e Aliados de 1936 a 1947.
Em 1947, Fernyhough foi eleito Membro do Parlamento pelo reduto trabalhista de Jarrow numa eleição parcial causada pela morte de Ellen Wilkinson - e manteve a cadeira até que se aposentou em 1979.
Fernyhough foi Secretário Privado Parlamentar do primeiro-ministro Harold Wilson de 1964 e ministro júnior de Emprego e Produtividade de 1967 a 1969. Ele também foi membro do Conselho da Europa de 1970 a 1973.